# 英贝贝

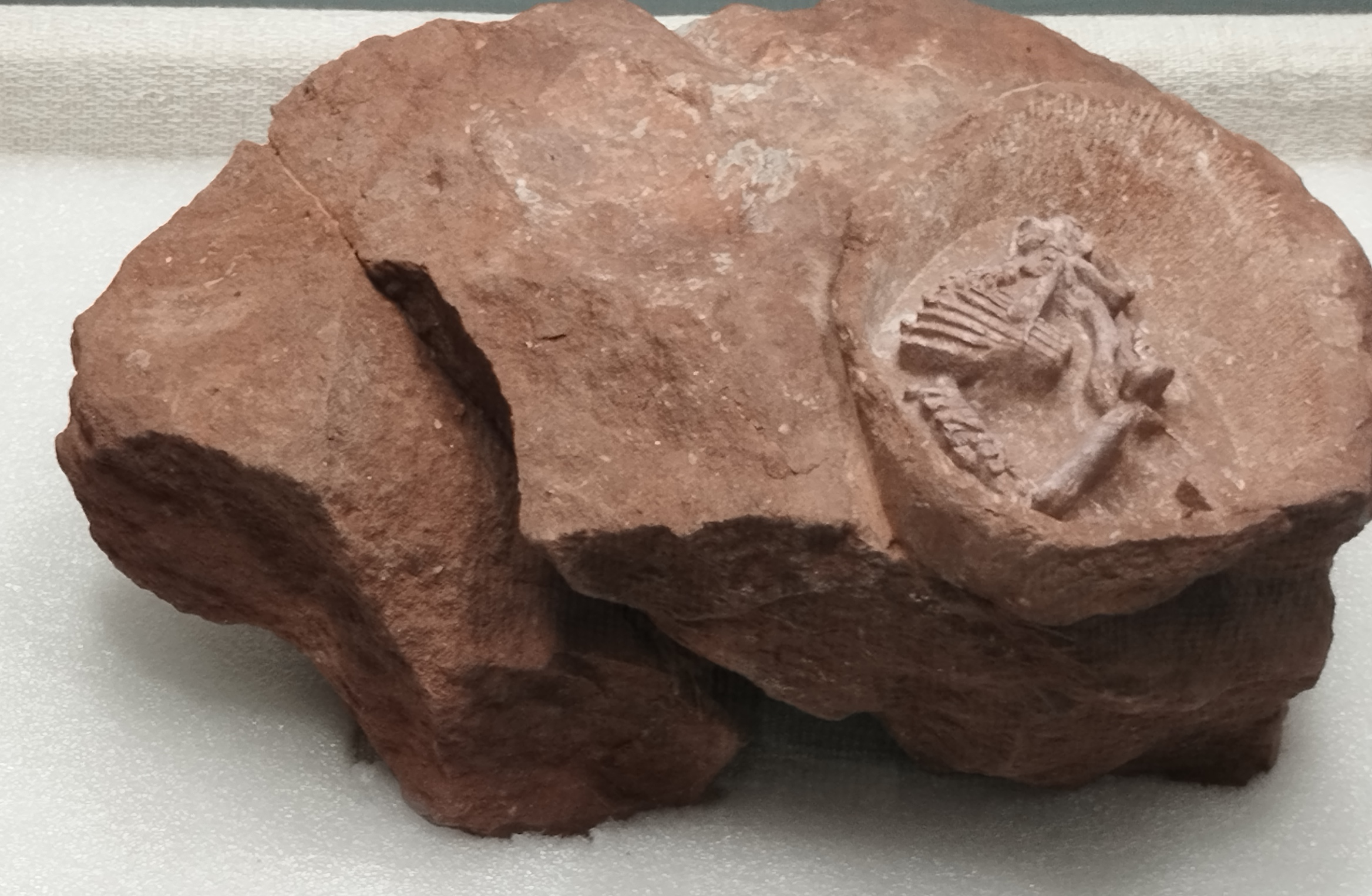
英贝贝胚胎化石

英贝贝是中国福建省英良石材自然历史博物馆收藏的两枚恐龙胚胎化石。这两件化石发现于江西省赣州盆地上白垩纪的河口组地层，年代为距今7200万至6600万年前。被确定为鸭嘴龙类胚胎，其研究成果2022年发表在《BMC生态与进化》杂志上。
英贝贝是已知最完整的鸭嘴龙类胚胎。胚胎呆在一个长径9厘米，容积为600毫升的椭圆形恐龙蛋之中，蛋壳的厚度有约0.4毫米。

## 引用
1. ↑  . m.voc.com.cn.   [2025-06-19].
2. ↑  . www.xinhuanet.com.   [2025-06-19].